# Torcicolo-de-garganta-castanha
Torcicolo-de-garganta-vermelha ou torcicolo-de-garganta-castanha (Jynx ruficollis) (nome científico: Jynx ruficollis) é uma espécie de ave pertencente à família dos picídeos. Pode ser encontrado na África Subsaariana. Possui plumagem críptica, com intrincados padrões de cinza e marrom. É uma das duas espécies existentes de aves do gênero Jynx, a outra é o Torcicolo-eurasiático.